# 共形循环宇宙学
共形循环宇宙学（英語：Conformal cyclic cosmology，简称：CCC）是广义相对论框架下的一个宇宙学模型，由理论物理学家罗杰·彭罗斯提出。在该模型中，宇宙经历无限地循环迭代，前一次迭代的未来类时无限远与下一次迭代的大爆炸奇点相同。 彭罗斯在他2010年出版的《宇宙的轮回》一书中推广了这一理论。

## 基本结构
彭罗斯描述的共形循环宇宙学的基本结构是一个开放式弗里德曼-勒梅特-罗伯逊-沃尔克度规（简称FLRW）时空的可数序列之间的无限连接，其中每一个时空代表一个大爆炸以及之后无限的未来膨胀。彭罗斯注意到，经过适当的共形重标度（conformal rescaling）后，一个FLRW时空的过去共形边界可以与另一个未来的FLRW时空的共形边界“相连”。具体而言，每个单独的FLRW度规{\displaystyle g_{ab}}乘以共形因子{\displaystyle \Omega }的平方进行重新标度，该因子在类时无限远处趋近于零，于是可以将未来的共形边界“压扁”为规则的超曲面（如果按目前研究认为的那样宇宙学常数为正，那这个超曲面是是类空的）。其结果是爱因斯坦方程的一个新解，彭罗斯用它来代表整个宇宙，它由彭罗斯称之为“世代”（aeon）的一系列连续的宇宙阶段组成。
共形循环宇宙学模型要求所有有质量的粒子最终都会消亡（无质量的粒子不经历时间），包括那些与所有其他粒子分离得太远而无法与它们一起湮灭的粒子。正如彭罗斯所指出的那样，许多以标准模型为基础的模型中都考虑过质子衰变的可能性，但这从未被实验观察到。此外，所有电子也必须衰变或者失去它们的电荷或质量，而这也是传统理论中所没有的。
在彭罗斯的诺贝尔奖演讲中，他适当修正了之前对无质量的要求，允许一些有质量的粒子存在，只要它们在以光子为主的共形几何中的数量微不足道，并且几乎所有的能量都是动能的。

## 物理影响
共形循环宇宙学模型中粒子物理学的一个显著特征是，由于玻色子遵循共形不变的量子理论，它们在重新标度的“世代”中的行为方式与原来的FLRW空间中完全相同。对于这样的粒子，“世代”之间的边界并非是真实的边界，而是像一个普通的类空曲面一样可以被穿过。与此相对，费米子则会被限制在一个“世代”之中，这为黑洞信息悖论提供了一种解决方案；根据彭罗斯的说法，费米子必须在黑洞蒸发过程中不可逆转地转化为辐射，以保持“世代”之间的光滑边界。
彭罗斯模型的曲率性质也有利于解释某些宇宙学问题。首先，“世代”之间的边界满足外尔曲率假说，从而保证了低熵的过去（这是过去假设、统计力学以及实证观测结果所要求的）。其次，彭罗斯计算出一定量的引力辐射可以穿越“世代”之间的边界。他认为，这种额外的引力辐射可能足以解释观测到的宇宙加速膨胀，而无需借助暗能量场。

## 实验
2010年，彭罗斯和瓦赫·古萨德扬发文声称威尔金森微波各向异性探测器（WMAP）和毫米波段气球观天计划对宇宙微波背景的观测与基于标准ΛCDM模型的模拟结果相比多出了额外的同心圆，是上一“世代”的引力辐射留下的，其结果有6σ的显著性。然而，这一统计显著性分析结果此后一直存在争议。三个研究团队独立地试图重现这些结果，但发现这些异常的同心圆并没有统计学意义。
这一分歧的根本原因源于如何构建用于检验显著性的模拟：试图重复结果的三个团队采用的都是基于标准ΛCDM模型的模拟，而彭罗斯和古萨德扬使用的则是一种未被记载的非标准模型。
2013年，古萨德扬和彭罗场发表了他们工作的新发展，并引入了一种他们称为“天空扭曲处理”（sky-twist procedure）的不基于模拟的新方法，并使用该方法直接分析WMAP的数据。2015年，他们又发表了基于普朗克卫星数据的分析结果，其中包括了不均匀天空分布的同心圆结构，证实了他们之前对WMAP数据的分析。 
在2018年发表的一篇论文中，彭罗斯等人对宇宙微波背景辐射的数据进行了进一步分析，指出“无论共形循环宇宙模型是否成立，这些异常点都为宇宙学提供了重要的新发现”。他们还提出，这些异常可能是“霍金点”（Hawking point），即源于“我们之前‘世代’中的超大质量黑洞的霍金蒸发”的残余信号。他们论文的原始版本声称其中一个霍金点与BICEP2团队发现的一处B模位置重合。不过，在之后的更新版本中已经删去了该主张。2020年的一项研究发现，一旦考虑到别处效应，这些表面上异常的“霍金点”实际上与标准通胀模型是相容的，因此认为它们不能用作支持共形循环宇宙的证据。

## 共形循环宇宙与费米悖论
2015年，古萨德扬和彭罗场还讨论了费米悖论，即地外文明存在性的过高估计和缺少相关证据之间的矛盾。在共形循环宇宙学中，宇宙微波背景辐射提供了信息从一个“世代”传到另一个“世代”的可能性，包括信息胚种论概念里的智能信号。 